# Watts Towers

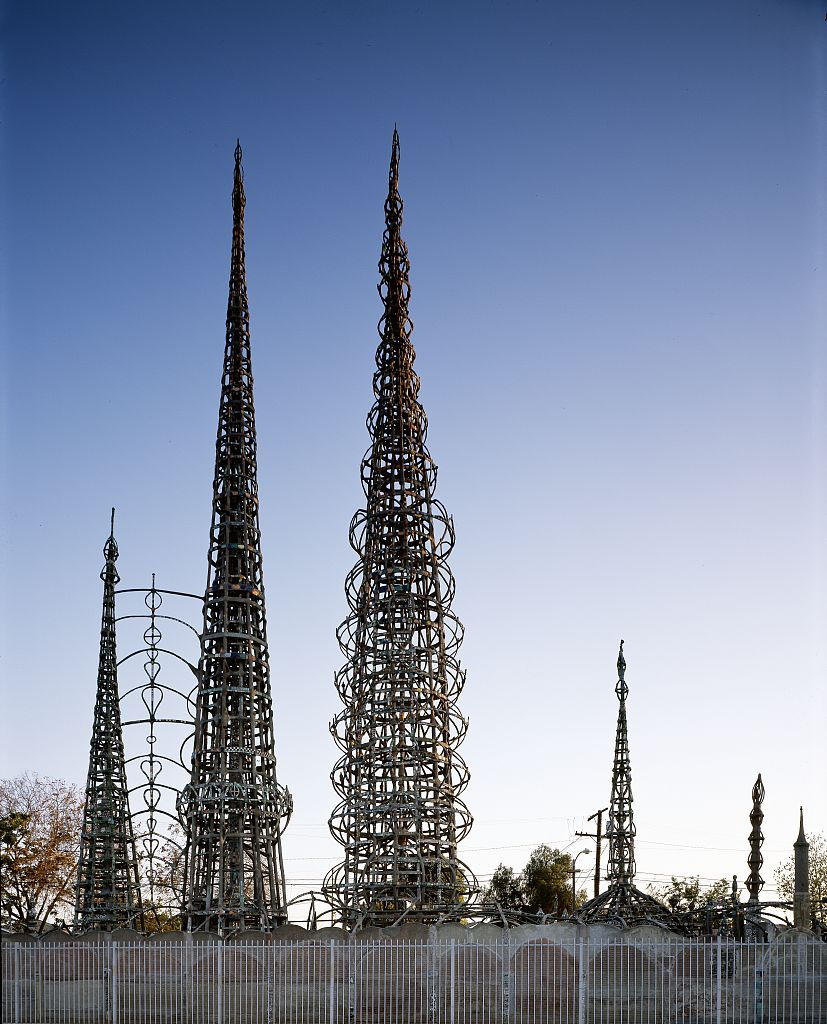
De Watts Towers

De Watts Towers zijn een verzameling van zeventien open torens en andere structuren in de wijk Watts in Los Angeles (Californië). Ze zijn ontworpen en gebouwd door Simon Rodia in de periode van 1921 tot 1954. Ze worden tegenwoordig door de staat beheerd als het Watts Towers of Simon Rodia State Historic Park.

## Bouw en beschrijving
De torens zijn gemaakt van stalen pijpen die bedekt zijn met beton. In het beton zijn allerlei versieringen aangebracht, variërend van stukjes porselein, schelpen en flessen tot onderdelen van meubels. De hoogste twee torens zijn dertig meter hoog. Onder de torens zijn stenen banken en muren te vinden. Het complex mag dan wel op een feestlocatie lijken; Rodia leidde zelf een erg teruggetrokken leven.
De bouw werd hem door velen in zijn buurt niet in dank afgenomen. De bouwwerken werden als horizonvervuiling gezien. Daarnaast had Rodia de kinderen in de buurt gevraagd om porseleinscherven voor hem te verzamelen waarmee hij de torens versierde. Dat leidde er helaas ook toe dat deze kinderen thuis servies kapot gingen gooien om aan scherven te komen. Tijdens de Tweede Wereldoorlog beschuldigden sommige buurtbewoners hem er zelfs van in de toren antennes verborgen te hebben waarmee hij met de Japanners communiceerde.
De torens zijn sinds 14 december 1990 een National Historic Landmark omdat deze een uitstekend voorbeeld zijn van niet-traditionele volkse architectuur en Amerikaanse naïeve kunst. De torens zijn te zien in de film Colors uit 1988, de eindscene van de film Ricochet (1991), de aflevering Nobody Sleeps (2003) uit de Amerikaanse dramaserie Six Feet Under en de film La La Land uit 2016.